# Liraglutid
Liraglutid (NN2211, Victoza) dugotrajni je agonist glukagonu sličnog peptida-1 (GLP-1 agonist) koji je razvilo preduzeće Novo Nordisk za lečenje tip 2 dijabetesa. Evropska medicinska agencija je odobrila ovaj produkt jula 2009, a FDA januara 2010.

## Spoljašnje veze
|  | Molimo Vas, obratite pažnju na važno upozorenje u vezi sa temama iz oblasti medicine (zdravlja). |